# Dinámica de grupos

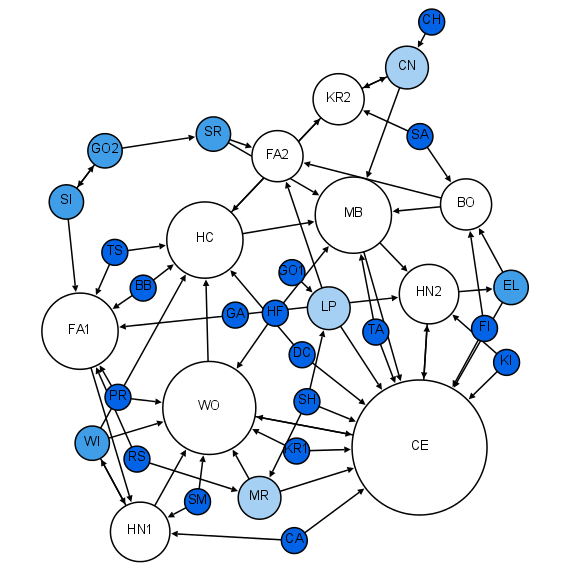
La dinámica grupal es una designación sociológica. Son procesos de interacción entre personas, mediante situaciones ficticias, planteadas con objetivos concretos.

La dinámica grupal es una designación sociológica. Son procesos de interacción entre personas, mediante situaciones
ficticias, planteadas con objetivos concretos. Es un aprendizaje, tanto teórico como práctico, mediante la experiencia vivencial participativa, es decir, a partir de lo que el participante siente y vive. Las dinámicas de grupo permiten profundizar en las relaciones humanas y posibilitan el desarrollo de actitudes personales mediante la expresión libre.
El psicólogo estadounidense de origen alemán Kurt Lewin fue el pionero en el estudio de los grupos, y desarrolló la teoría de campo del comportamiento. Fundamentó no solo el estudio del comportamiento individual, sino también ha permitido la interpretación de fenómenos grupales y sociales. Un claro ejemplo puede representarse en una cárcel o isla desierta, donde un grupo de individuos debe idear una huida, se proporcionan diferentes rutas, personas y materiales. Cada opción tiene sus ventajas e inconvenientes. El equipo debe tomar elecciones y argumentarlas.

## Historia
La dinámica de grupos tuvo su origen en Estados Unidos a finales de 1930, por la preocupación de la mejora en los resultados obtenidos en el campo político, económico, social y militar del país; la convergencia de ellas, así como la teoría de la Gestalt, contribuyeron a fundamentar la teoría de la dinámica de grupos.
El psicólogo estadounidense de origen alemán Kurt Lewin fue el pionero en el estudio de los grupos. Su teoría del campo del comportamiento fundamentó no solo el estudio del comportamiento individual, sino también permitió la interpretación de fenómenos grupales y sociales.

## Definición
El término dinámica de grupos tiene diversas acepciones:
La dinámica de grupos busca explicar los cambios internos que se producen como resultado de las fuerzas y condiciones que influyen en los grupos como un todo y cómo reaccionan los integrantes. En estas se ven reflejadas un conjunto de fenómenos que interactúan en las relaciones personales.
Se refiere a todo conjunto de conocimientos teóricos que, fruto de numerosas investigaciones, ha llegado a definir, delimitar y dar carta de naturaleza científica a los fenómenos grupales, definiendo con claridad los grupos, sus clases, sus procesos y todas las demás circunstancias y matices que lo caracterizan.

### Mecánicas del desarrollo
I. Formación: se mantienen distanciados y no trabajan juntos, solo si es necesario.
II. Turbulencia: hay mucha discusión y conflicto destructivo tales que algunos dejan el trabajo en busca de otro.
III. Normatividad: dedican tiempo a socializar, ya intentan llevarse bien.
IV. Ejecución: hay comunicación abierta y apoyo mutuo. Ya hay productividad.

### Fuerzas internas del grupo
Dentro de los grupos se han identificado cuatro prototipos clásicos, que, según su rol, son:
- Portavoz
- Chivo expiatorio
- Líder
- Saboteador

Fuerzas:
- Liderazgo
- Motivación
- Metas comunes
- Productividad
- Relaciones

## Dinámicas grupales
Las dinámicas de grupo adquieren un valor específico de diversión que estimula la emotividad, la creatividad, el dinamismo o la tensión positiva.

### Tipos según las áreas grupales
- Formativa: brindar la posibilidad de desarrollar capacidades distintas al simple conocimiento y de superar problemas personales.
- Psicoterapéutica: para superar problemas específicos.
- Educativa: con el fin de dar a conocer nueva información.
- Socialización: aprender a comunicarse y a convivir.[1]
- Trabajo en equipo: se generan formas de trabajo en conjunto.

### Ejemplo de dinámica

#### El debate
Finalidad: el debate es una dinámica de grupo que consiste en que se dividen en dos grupos de varias personas con el fin de discutir sobre un tema en específico los aspectos positivos y los aspectos negativos sobre este. Ejemplo:
Pasos:
1. El moderador determina un tema específico.
2. Los participantes se dividen en dos grupos: grupo A y grupo B.
3. Los participantes escogen aspectos negativos o aspectos positivos sobre el tema que se va a discutir.
4. Los participantes investigan sobre los puntos que deben escoger para luego discutirlos en clase.
5. Los individuos del grupo A comentarán los aspectos positivos sobre las redes sociales y los del grupo B comentarán los aspectos negativos de estas.

### Aplicación
- Organizaciones laborales
- Educación
- Psicoterapia de grupo
- Integración familiar
- Organizaciones religiosas
- Trabajo en comunidades
- Campamentos